# Iván Piris
Iván Rodrigo Piris Leguizamón (Itauguá, Paraguay, 10 de marzo de 1989) es un futbolista paraguayo que juega de lateral derecho. Actualmente se desempeña en el Recoleta FC de la Primera División de Paraguay.

## Trayectoria

### Inicios
Piris se inició a los 6 años en una escuela de fútbol llamada “Las Águilas Verdes”. Luego fue al “11 Estrellas” de Itauguá, después al 12 de Octubre de Itauguá, luego a la escuela de fútbol de Pinozá, y de ahí a Cerro Porteño. 

### Cerro Porteño
Debutó en Primera División el 19 de octubre de 2008 contra el 12 de Octubre. Fue elegido Jugador Revelación del 2008 por una votación realizada en la página web de Teledeportes.
Sin embargo, su consolidación definitiva se daría durante el segundo semestre del 2010, siendo reconocida su entrega en cada partido por la propia hinchada. Jugó varios partidos en la Copa Libertadores 2011; en uno de ellos, contra Colo-Colo, marcó su primer gol en la máxima categoría en el partido que definía su grupo.
Gracias a esta excelente actuación en la Copa Libertadores 2011, muchos clubes se interesan en él, incluyendo clubes del nivel de Manchester United o FC Porto. En Cerro Porteño jugó 79 partidos anotando un gol. 

### Sao Paulo
Finalmente, el club que consolida su presencia es el Sao Paulo FC de Brasil.
En el Sao Paulo FC se hace con la titularidad, siendo uno de los referentes del plantel brasileño, teniendo especiales duelos con jugadores de la talla de Neymar. Llega a ser llamado por los medios como "El nuevo Alves", en referencia al brasileño Dani Alves.[cita requerida] En el club brasileño jugó 42 partidos anotando un gol.

### AS Roma
En verano del 2012 estuvo a punto de fichar por el Sevilla FC por 500 mil euros, pero el AS Roma dobla la oferta y se queda con el lateral derecho.
En la última temporada jugó 22 partidos con el equipo de la capital, siendo titular en 15 de ellos.

### Sporting Club de Lisboa
Sporting de Lisboa de Portugal lo firmó en calidad de préstamo.

### Udinese
Para el 2014 jugaría en el Udinese

## Selección nacional
Ha sido internacional con la selección de fútbol de Paraguay. Realizó su debut absoluto el 3 de julio de 2011 frente a Ecuador por la Copa América 2011. 
Antes había formado parte de la selección paraguaya sub-20 que consiguió el subcampeonato en el Campeonato Sudamericano Sub-20 de 2009 en  Venezuela, y que disputó la Copa Mundial de Fútbol Sub-20 de 2009 llegando hasta los octavos de final.
Disputó la Copa América 2011 en la que salieron subcampeones y jugó 5 partidos.
Jugó parte de las Eliminatorias para el Mundial Brasil 2014.

### Participaciones en Eliminatorias al Mundial
| Eliminatoria                  | Resultado  | Partidos | Goles |
| ----------------------------- | ---------- | -------- | ----- |
| Eliminatorias Mundial de 2014 | 10.º lugar | 4        | 0     |
| Eliminatorias Mundial de 2018 | 7.º lugar  | 2        | 0     |

### Participaciones en Copa América
| Copa              | Sede           | Resultado        | Partidos | Goles |
| ----------------- | -------------- | ---------------- | -------- | ----- |
| Copa América 2011 | Argentina      | Subcampeón       | 3        | 0     |
| Copa América 2015 | Chile          | Cuarto puesto    | 4        | 0     |
| Copa América 2016 | Estados Unidos | Primera fase     | 0        | 0     |
| Copa América 2019 | Brasil         | Cuartos de final | 3        | 0     |

## Clubes
| Club               | País      | Año           |
| ------------------ | --------- | ------------- |
| Cerro Porteño      | Paraguay  | 2008-2011     |
| São Paulo          | Brasil    | 2011-2012     |
| AS Roma            | Italia    | 2012‐2013     |
| Sporting de Lisboa | Portugal  | 2013-2014     |
| Udinese            | Italia    | 2014-2016     |
| C.F. Monterrey     | México    | 2016-2017     |
| Club León          | México    | 2017-2018     |
| Newells Old Boys   | Argentina | 2018-2018     |
| Club Libertad      | Paraguay  | 2019-2024     |
| Recoleta FC        | Paraguay  | 2025-presente |

### Goles en la Copa Libertadores
| Resultados    | Resultados | Resultados | Resultados | Lugar    | Estadio            | Fecha               | Temporada | Gol(es) |
| ------------- | ---------- | ---------- | ---------- | -------- | ------------------ | ------------------- | --------- | ------- |
| Cerro Porteño | 3          | 2          | Colo Colo  | Santiago | Estadio Monumental | 20 de abril de 2011 | 2011      | 1 gol   |

Para un total de 1 gol.

## Estadísticas
| Club                        | Temporada           | Liga | Liga | Copa Nacional | Copa Nacional | Copa Internacional | Copa Internacional | Total | Total |
| Club                        | Temporada           | PJ   | G    | PJ            | G             | PJ                 | G                  | PJ    | G     |
| --------------------------- | ------------------- | ---- | ---- | ------------- | ------------- | ------------------ | ------------------ | ----- | ----- |
| Club Cerro Porteño Paraguay |                     |      |      |               |               |                    |                    |       |       |
| 2009                        | 0                   | 0    | -    | -             | 5             | 0                  | 5                  | 0     |       |
| 2010                        | 38                  | 0    | -    | -             | 8             | 0                  | 46                 | 0     |       |
| 2011                        | 14                  | 0    | -    | -             | 14            | 1                  | 28                 | 1     |       |
| Total                       | 52                  | 0    | -    | -             | 27            | 1                  | 79                 | 1     |       |
| São Paulo · Brasil          |                     |      |      |               |               |                    |                    |       |       |
| 2011-2012                   | 36                  | 1    | 2    | 0             | 4             | 0                  | 42                 | 1     |       |
| Total                       | 36                  | 1    | 2    | 0             | 4             | 0                  | 42                 | 1     |       |
| Roma · Italia               |                     |      |      |               |               |                    |                    |       |       |
| 2012/13                     | 29                  | 0    | 3    | 0             | 0             | 0                  | 32                 | 0     |       |
| Total                       | 29                  | 0    | 3    | 0             | 0             | 0                  | 32                 | 0     |       |
| Sporting de Lisboa Portugal |                     |      |      |               |               |                    |                    |       |       |
| 2013/14                     | 17                  | 0    | 1    | 0             | 0             | 0                  | 18                 | 0     |       |
| Total                       | 17                  | 0    | 1    | 0             | 0             | 0                  | 18                 | 0     |       |
| Udinese Calcio · Italia     |                     |      |      |               |               |                    |                    |       |       |
| 2014/15                     | 31                  | 0    | 1    | 0             | 0             | 0                  | 32                 | 0     |       |
| 2015/16                     | 26                  | 0    | 2    | 0             | 0             | 0                  | 28                 | 0     |       |
| Total                       | 57                  | 0    | 2    | 0             | 0             | 0                  | 59                 | 0     |       |
| Total en su carrera         | Total en su carrera | 191  | 1    | 9             | 0             | 31                 | 1                  | 231   | 2     |

## Palmarés

### Campeonatos nacionales
| Título          | Club          | País     | Año  |
| --------------- | ------------- | -------- | ---- |
| Torneo Apertura | Cerro Porteño | Paraguay | 2009 |

### Distinciones individuales
| Distinción                                                         | Año  |
| ------------------------------------------------------------------ | ---- |
| Futbolista paraguayo revelación del año                            | 2008 |
| Parte del Equipo Ideal de cuartos de final de la Copa América 2015 | 2015 |